# NGC 6037
NGC 6037 este o galaxie seyfert de tip 2⁠(d) situată în constelația Șarpele. A fost descoperită în 23 iulie 1864 de către Albert Marth. Se află la o distanță de 85,68 de megaparseci de Pământ.